# Leichtathletik-Europameisterschaften 1994/200 m der Männer

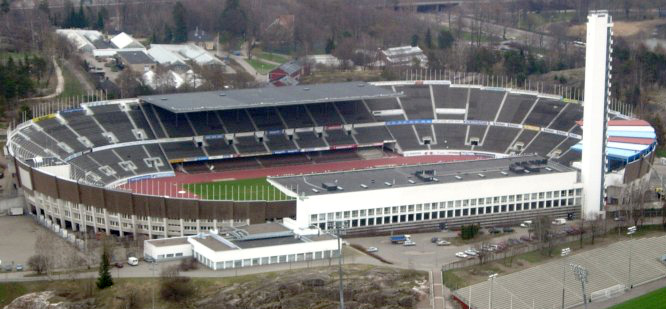
Das Olympiastadion von Helsinki im Jahr 2005

Der 200-Meter-Lauf der Männer bei den Leichtathletik-Europameisterschaften 1994 wurde am 10. und 11. August 1994 im Olympiastadion der finnischen Hauptstadt Helsinki ausgetragen.
Europameister wurde der Norweger Geir Moen, der drei Tage zuvor Silber über 100 Meter gewonnen hatte. Er siegte vor dem Ukrainer Wladyslaw Dolohodin. Der Belgier Patrick Stevens errang die Bronzemedaille.

## Bestehende Rekorde
| Weltrekord           | 19,72 s | Pietro Mennea | Mexiko-Stadt, Mexiko  | 12. September 1979 |
| Europarekord         | 19,72 s | Pietro Mennea | Mexiko-Stadt, Mexiko  | 12. September 1979 |
| Meisterschaftsrekord | 20,11 s | John Regis    | EM Split, Jugoslawien | 30. August 1990    |

Der bestehende EM-Rekord wurde bei diesen Europameisterschaften nicht erreicht. Die schnellste Zeit erzielte der norwegische Europameister Geir Moen im Finale bei einem Rückenwind von 0,1 m/s mit 20,30 s, womit er neunzehn Hundertstelsekunden über dem Rekord blieb. Zum Welt- und Europarekord fehlten ihm 58 Hundertstelsekunden.

## Legende
Kurze Übersicht zur Bedeutung der Symbolik – so üblicherweise auch in sonstigen Veröffentlichungen verwendet:
| DNF | Wettkampf nicht beendet (did not finish) |
| DNS | nicht am Start (did not start)           |

## Vorrunde
10. August 1994
Die Vorrunde wurde in fünf Läufen durchgeführt. Die ersten vier Athleten pro Lauf – hellblau unterlegt – sowie die darüber hinaus vier zeitschnellsten Läufer – hellgrün unterlegt – qualifizierten sich für das Viertelfinale.

### Vorlauf 1
Wind: −0,3 m/s
| Platz | Name                     | Nation       | Zeit (s) |
| ----- | ------------------------ | ------------ | -------- |
| 1     | Georgios Panagiotopoulos | Griechenland | 20,81    |
| 2     | Geir Moen                | Norwegen     | 21,29    |
| 3     | Michael Huke             | Deutschland  | 21,40    |
| 4     | Aleksey Chikhachov       | Ukraine      | 21,51    |
| 5     | Markus Lindahl           | Finnland     | 21,55    |
| 6     | Mario Bonello            | Malta        | 22,60    |

### Vorlauf 2
Wind: −0,1 m/s
| Platz | Name                  | Nation         | Zeit (s) |
| ----- | --------------------- | -------------- | -------- |
| 1     | Giorgio Marras        | Italien        | 20,84    |
| 2     | Jean-Charles Trouabal | Frankreich     | 20,93    |
| 3     | Phil Goedluck         | Großbritannien | 21,01    |
| 4     | Ari Pakarinen         | Finnland       | 21,03    |
| 5     | Lars Pedersen         | Dänemark       | 21,21    |
| 6     | Frutos Feo            | Spanien        | 21,48    |

### Vorlauf 3
Wind: −0,5 m/s
| Platz | Name            | Nation      | Zeit (s) |
| ----- | --------------- | ----------- | -------- |
| 1     | Daniel Sangouma | Frankreich  | 20,86    |
| 2     | Patrick Stevens | Belgien     | 20,99    |
| 3     | Andrei Fedoriw  | Russland    | 21,04    |
| 4     | Alexander Lack  | Deutschland | 21,25    |
| 5     | Per Ivar Sivle  | Norwegen    | 21,40    |
| 6     | Alain Reimann   | Schweiz     | 21,42    |

### Vorlauf 4
Wind: −0,6 m/s
| Platz | Name                   | Nation      | Zeit (s) |
| ----- | ---------------------- | ----------- | -------- |
| 1     | Serhij Ossowytsch      | Ukraine     | 20,90    |
| 2     | Anninos Markoullidis   | Zypern      | 21,01    |
| 3     | Dave Dollé             | Schweiz     | 21,01    |
| 4     | Björn Sinnhuber        | Deutschland | 21,37    |
| 5     | Regillio van der Vloot | Niederlande | 21,43    |
| DNF   | Daniel Cojocaru        | Rumänien    |          |

### Vorlauf 5
Wind: −0,4 m/s
| Platz | Name                  | Nation       | Zeit (s) |
| ----- | --------------------- | ------------ | -------- |
| 1     | Wladyslaw Dolohodin   | Ukraine      | 20,80    |
| 2     | Lars Hedner           | Schweden     | 20,92    |
| 3     | Evyénios Papadópoulos | Griechenland | 21,07    |
| 4     | Carlo Occhiena        | Italien      | 21,19    |
| 5     | Oleg Fatun            | Russland     | 21,25    |
| 6     | Pertti Purola         | Finnland     | 21,30    |
| 7     | Kfir Golan            | Israel       | 21,54    |

## Viertelfinale
10. August 1994
Aus den drei Viertelfinalläufen qualifizierten sich die ersten vier Athleten pro Lauf – hellblau unterlegt – sowie die darüber hinaus vier zeitschnellsten Läufer – hellgrün unterlegt – für das Halbfinale.

### Viertelfinallauf 1
Wind: +0,5 m/s
| Platz | Name                  | Nation       | Zeit (s) |
| ----- | --------------------- | ------------ | -------- |
| 1     | Geir Moen             | Norwegen     | 20,69    |
| 2     | Anninos Markoullidis  | Zypern       | 20,94    |
| 3     | Daniel Sangouma       | Frankreich   | 20,96    |
| 4     | Ari Pakarinen         | Finnland     | 21,02    |
| 5     | Giorgio Marras        | Italien      | 21,03    |
| 6     | Evyénios Papadópoulos | Griechenland | 21,16    |
| 7     | Aleksey Chikhachov    | Ukraine      | 21,53    |
| 8     | Björn Sinnhuber       | Deutschland  | 21,72    |

### Viertelfinallauf 2
Wind: +0,3 m/s
| Platz | Name                     | Nation         | Zeit (s) |
| ----- | ------------------------ | -------------- | -------- |
| 1     | Patrick Stevens          | Belgien        | 20,76    |
| 2     | Serhij Ossowytsch        | Ukraine        | 20,81    |
| 3     | Georgios Panagiotopoulos | Griechenland   | 20,92    |
| 4     | Phil Goedluck            | Großbritannien | 20,99    |
| 5     | Oleg Fatun               | Russland       | 21,10    |
| 6     | Michael Huke             | Deutschland    | 21,22    |
| 7     | Per Ivar Sivle           | Norwegen       | 21,47    |
| 8     | Carlo Occhiena           | Italien        | 21,56    |

### Viertelfinallauf 3
Wind: −1,2 m/s
| Platz | Name                  | Nation      | Zeit (s) |
| ----- | --------------------- | ----------- | -------- |
| 1     | Wladyslaw Dolohodin   | Ukraine     | 20,76    |
| 2     | Dave Dollé            | Schweiz     | 20,80    |
| 3     | Jean-Charles Trouabal | Frankreich  | 20,87    |
| 4     | Andrei Fedoriw        | Russland    | 20,96    |
| 5     | Lars Hedner           | Schweden    | 21,09    |
| 6     | Alexander Lack        | Deutschland | 21,40    |
| 7     | Pertti Purola         | Finnland    | 21,51    |
| 8     | Lars Pedersen         | Dänemark    | 21,55    |

## Halbfinale
11. August 1994
Aus den beiden Halbfinalläufen qualifizierten sich die jeweils ersten vier Athleten – hellblau unterlegt – für das Finale.

### Halbfinallauf 1
Wind: +0,5 m/s
| Platz | Name                     | Nation       | Zeit (s) |
| ----- | ------------------------ | ------------ | -------- |
| 1     | Geir Moen                | Norwegen     | 20,56    |
| 2     | Dave Dollé               | Schweiz      | 20,59    |
| 3     | Serhij Ossowytsch        | Ukraine      | 20,78    |
| 4     | Georgios Panagiotopoulos | Griechenland | 20,79    |
| 5     | Giorgio Marras           | Italien      | 20,95    |
| 6     | Daniel Sangouma          | Frankreich   | 20,98    |
| 7     | Ari Pakarinen            | Finnland     | 21,12    |
| 8     | Oleg Fatun               | Russland     | 21,21    |

### Halbfinallauf 2
Wind: +1,7 m/s
| Platz | Name                  | Nation         | Zeit (s) |
| ----- | --------------------- | -------------- | -------- |
| 1     | Wladyslaw Dolohodin   | Ukraine        | 20,52    |
| 2     | Jean-Charles Trouabal | Frankreich     | 20,74    |
| 3     | Patrick Stevens       | Belgien        | 20,74    |
| 4     | Andrei Fedoriw        | Russland       | 20,75    |
| 5     | Lars Hedner           | Schweden       | 20,91    |
| 6     | Anninos Markoullidis  | Zypern         | 21,06    |
| 7     | Phil Goedluck         | Großbritannien | 21,11    |
| DNS   | Evyénios Papadópoulos | Griechenland   |          |

## Finale
11. August 1994
Wind: +0,1 m/s
| Platz | Name                     | Nation       | Zeit (s) |
| ----- | ------------------------ | ------------ | -------- |
| 1     | Geir Moen                | Norwegen     | 20,30    |
| 2     | Wladyslaw Dolohodin      | Ukraine      | 20,47    |
| 3     | Patrick Stevens          | Belgien      | 20,68    |
| 4     | Serhij Ossowytsch        | Ukraine      | 20,70    |
| 5     | Jean-Charles Trouabal    | Frankreich   | 20,70    |
| 6     | Andrei Fedoriw           | Russland     | 20,78    |
| 7     | Georgios Panagiotopoulos | Griechenland | 20,92    |
| 8     | Dave Dollé               | Schweiz      | 21,10    |

## Videolinks
- 4958 European Track & Field 200m Men, www.youtube.com, abgerufen am 31. Dezember 2022
- Men's 200m Final European Champs Helsinki 1994, www.youtube.com, abgerufen am 31. Dezember 2022